# Lilliesparre af Kragstad

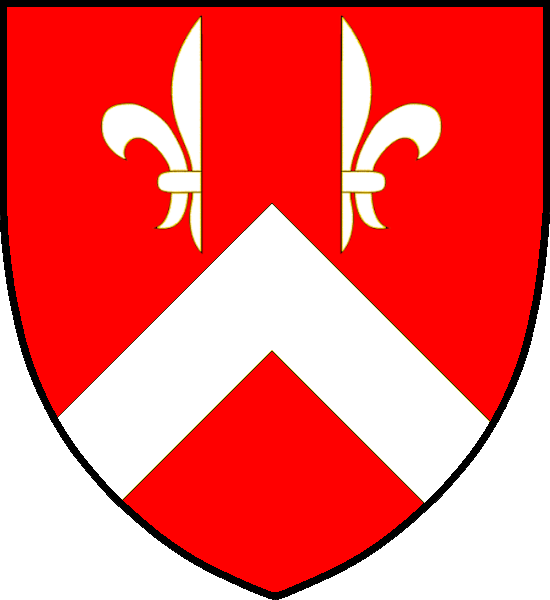
Vapensköld för den svenska adelsätten Lilliesparre af Kragstad

Lilliesparre af Kragstad var en svensk adelsätt, adlad 1581 och introducerad på riddarhuset 1625 som ätt nummer 74 och utdöd 7 maj 1635.
Släkten härstammar från Henrik Persson i Kragstad, Ununge socken, som upptas i en rusttjänstlängd 1562. Han son Christer Henriksson adlades av Johan III 1581. Hans barn i sin tur började kalla sig Lilliesparre, men ätten utslocknade med dessa.